# Broby sanatorium
Broby sanatorium var en sjukvårdsinrättning vid Broby i Östra Göinge kommun i Skåne län.
År 1907 utfärdade Kristianstads länsförening mot tuberkulos ett upprop för att samla in medel till ett länssanatorium. Insamlingen utföll så väl att man redan 1908 kunde öppna en vårdavdelning på Mansdala, utanför Kristianstad, med upp till 30 patienter. Antalet vårdplatser var emellertid otillräckligt och arbete påbörjades för en större vårdinrättning. Valet föll på Broby där ett sanatorium uppfördes till en budgeterad kostnad av 388 000 kr. Ett statsbidrag utdelades med 1 000 kr per vårdplats, alltså 100 000 kr.

## Sanatoriet
Broby sanatorium, strax nordväst om tätorten Broby, invigdes 1912. Det byggdes efter ritningar av arkitekt Ivar Tengbom i Stockholm. Det var ett länssanatorium som till en början tog emot 100 tuberkulossjuka patienter. På första våningen fanns en stor entré, läkarexpeditioner, direktionsrum, badavdelning, linneförråd, likrum, laboratorium och bageri. År 1918 tillkom dispensärverksamhet som förlades till denna våning. År 1931 gjordes en tillbyggnad för röntgenutrustning. 

På andra våningen fanns kök, matsalar och två vårdavdelning för männen. På tredje våningen fanns avdelning för kvinnliga patienter och bostad för husmor. På fjärde våningen fanns en stor samlingssal med bibliotek. Framför huvudbyggnaden fanns en vacker trädgård och runt om skogspartier där patienter kunde promenera.  
Öster och väster om sanatoriet uppfördes ligghallar för sammanlagt 70–80 patienter. Där skulle de vila utomhus enligt uppgjort schema. En separat byggnad uppfördes för tvätt och maskin där pannrummet gav värme åt hela sanatoriet. Några hundra meter från huvudbyggnaden uppfördes redan 1912 en läkarvilla.
Den 1 mars 1933 öppnades en ny paviljong för barn. En byggnad i tre våningar med sjuksalar, skolsal, personalbostad mm. Åldern på de intagna sjuka barnen varierade mellan ½ år till 15 år. 
I juli 1936 öppnades en ny paviljong, FA-paviljongen. Då hade hela anläggningen plats för 181 patienter. På 1950-talet märktes ett minskat behov av vård av tuberkulossjuka. 1955 upphörde tuberkulosvården på FA-paviljongen och man övergick till att vårda äldre långtidssjuka.
1944 uppfördes en särskild byggnad för sköterskor och sjukvårdsbiträden samt en annan byggnad för syssloman, underläkare och familjer.

## Brobysjukhuset
År 1964 fick Broby sanatorium ändrat namn till Brobysjukhuset. Då fanns bara två avdelningar kvar för tuberkulossjuka. Övriga avdelningar var långvårdsavdelningar för länets svårt sjuka, mestadels åldringar. År 1974 lades även dessa tuberkulosavdelningen och dispensårverksamheten ner beroende på att sjukdomen tuberkulos minskat kraftigt. En vårdcentral inrättades.  År 1994 lades vården av långtidssjuka äldre ner och 1995 flyttade även vårdcentralen därifrån.  